# Gorybia maculosa
Gorybia maculosa là một loài bọ cánh cứng trong họ Cerambycidae.